# 서울다원학교
서울다원학교는 서울특별시 성북구 성북동에 소재하는 공립 특수학교이다. 발달장애 학생을 위한 교육환경을 만들기 위해 유치원, 초등학교, 중학교, 고등학교, 전공과 과정이 통합된 형태의 학교이다.

## 연혁
- 1968년 1월 13일 : 사립 서울명수학교로 개교
- 2015년 8월 31일 : 사립 서울명수학교 폐교
- 2015년 9월 1일 : 공립 서울다원학교로 재개교[1]